# Gann mac Dela
Gann mac Dela lub Gand mac Deala – mityczny król Irlandii z bratem Genannem w latach 1247–1243 p.n.e. Syn Deli z ludu Fir Bolg, potomka Nemeda.
Lud Fir Bolg przybył do Irlandii pod przywództwem pięciu braci. Ci podzielili się między sobą wyspą. Gann i Sengann wylądowali nad Inber Dubglaise i podzielili się między sobą Munsterem. Gann wziął północną, a Sengann południową część regionu. Gann miał żonę o imieniu Etar.
Kiedy ich brat Rudraige zmarł, Gann i Genann objęli wspólnie władzę nad Irlandią. Rządzili przez cztery lata, aż do czasu, kiedy zmarli od plagi wraz z dwoma tysiącami ludźmi w Crich Liathain. Ich następcą na tronie został ich brat Sengann.